# Hakea verrucosa
Hakea verrucosa (лат.) — кустарник, вид рода Хакея (Hakea) семейства Протейные (Proteaceae). Произрастает в юго-западной части  Западной Австралии. Растение с большими белыми, тёмно-розовыми или красными подвесными цветками и с жёсткими игольчатыми листьями. Цветёт с мая по август.

## Ботаническое описание
Hakea verrucosa — раскидистый колючий кустарник, растущий до 0,8–2,6 м в высоту. Ветви покрыты в основном густо спутанными короткими ржавыми волосками. Зелёные листья округлые в сечении имеют длину около 2–6,3 см и ширину 1–1,5 мм, заканчиваясь острой вершиной длиной 1–2 мм. Листья гладкие и имеют тенденцию отходить от одной стороны веточки. Соцветие состоит из 7-14 белых, розовых или красных цветков с эффектным изобилием в пазухах листьев или на старой древесине. Соцветие расположено на стебле длиной около 3–16 мм. Цветоножка длиной 2–5,4 мм, околоцветник длиной 6–9 мм, первоначально кремово-белого цвета и стареющая до розового. Пестик длиной 21–25 мм. Цветение происходит с мая по август. Плоды имеют косую яйцевидную форму длиной 2,2–3,1 см и шириной 1,2–1,4 см с выпуклостями, сужающиеся к двум рогам длиной 2,5–5 мм.

## Таксономия
Вид Hakea verrucosa был описан немецким ботаником Фердинандом фон Мюллером в 1865 году в 5-м томе его  Fragmenta Phytographiae Australiae. Видовой эпитет — от латинского слова verrucosus, означающего «бородавка», относящегося к поверхности семян.

## Распространение и местообитание
Вид произрастает в пустошах и низменности на песчаных суглинках, возле ручьёв, глины и гравия, начиная от Джеррамунгупа вдоль побережья до Эсперанса.

## Культивирование
Морозоустойчивый вид, требующий хорошо дренированного участка. Из-за его плотной колючей кроны, вид может служить как хорошая среда обитания для дикой природы и как защита от ветров.

## Охранный статус
Вид Hakea verrucosa классифицируется как «не угрожаемый» Департаментом парков и природы Западной Австралии.